# Pericito
Um pericito é uma célula tipo mesenquimal, associada com as paredes de vasos sanguíneos pequenos. Como é uma célula relativamente indiferenciada, serve como suporte para estes vasos, mas pode se diferenciar em um fibroblasto, célula de músculo liso ou macrófago conforme a necessidade.
Participam no processo de reparação de tecidos dos vasos sanguíneos, sendo também que a presença de miosina, actina e tropomiosina nos pericitos sugere fortemente que estas células também tenham uma função contrátil, responsável por auxiliar na regulação do fluxo sanguíneo.
A angiogênese acentuada estimulada pelos granulomas contribui para a fibrose, pois os miofibroblastos podem originar-se também de pericitos.